# ضدفمینیسم
آنتی‌فمینیسم یا ضدفمینیسم (انگلیسی: Antifeminism) به صورت ضدیت با همه یا بعضی از اشکال فمینیسم تعریف می‌شود. این ضدیت در زمان‌ها و فرهنگ‌های مختلف اشکال گوناگونی به خود گرفته‌است؛ مثلاً مخالفین فمینیسم در اواخر قرن نوزدهم و اوایل قرن بیستم در برابر حق رأی زنان مقاومت می‌کردند، در حالیکه مخالفین فمینسیم در اواخر قرن بیستم با متمم حقوق برابر مخالفت می‌کردند.

## مواضع آنتی‌فمینیستی
آنتی‌فمینیست‌ها فمینیسم را نفی تفاوت‌های طبیعی بین جنسیت‌ها و تلاشی در جهت تغییر دادن مردم علیه گرایش‌های زیستی شان می‌دانند. آنتی‌فمینیست‌ها اغلب استدلال می‌کنند که فمینیسم، با وجود ادعای حمایت از برابری، به مسایل حقوق منحصر به مردها بی‌توجهی می‌کند. برخی معتقدند که جنبش فمینیستی به هدف خود رسیده و حالا دیگر خواهان جایگاه بالاتری برای زن‌ها نسبت به مردها با استفاده از حقوق و معافیت‌های ویژه، نظیر بورس‌های فقط زنانه، تبعیض مثبت و سهمیه‌های جنسیتی است.
برخی آنتی‌فمینیست‌ها استدلال کرده‌اند که فمینیسم منجر به تغییر هنجارهای پیشین جامعه در خصوص سکسوالیته، شده، که آنان این را برای ارزش‌های سنتی یا باورهای مذهبی محافظه کارانه مهلک می‌دانند. مثلاً، همه‌گیری رابطه جنسی سرسری و کاهش ازدواج به عنوان پیامدهای منفی فمینیسم ذکر می‌شوند. بسیاری از این سنت گرایان مخالف ورود زنان به بازار کار، مناصب سیاسی، و فرایند رای‌گیری و نیز کاستن از اقتدار مرد در خانواده‌ها هستند. آنتی‌فمینیست‌ها که مردم عادی هم باور دارند اعم از زن‌ها که تغییر در نقش‌های زنان نیروی مخرب است که خانواده را به خطر می‌اندازد؛ مثلاً پال گاتفرید، معتقد است که تغییر نقش‌های زنان «فاجعه‌ای اجتماعی بوده که عوارض آن متوجه خانواده است» و در «هبوطی با افراد به‌طور فزاینده جدا از هم به سوی آشوب اجتماعی» نقش داشته‌است.

### نقش زنان در مخالفت با فمینیسم

نماد انداختن فمینیسم در سطل آشغال

زنان همواره نقش مهمی در مبارزه با فمینیسم داشته‌اند. طبق یک بررسی در ایالات متحده آمریکا، ۳۲ درصد زنان خود را فمینیست خواندند. نظر سنجی مشابهی هم در بریتانیا انجام شد که طبق آن تنها ۷ درصد خود را فمینیست می‌نامیدند.
برخی از نویسندگان زن نیز علیه فمینیسم فعالیت‌هایی داشته‌اند.
کامیلا پاگیلا می‌گوید:
مردان جسم و احساساتشان را برای تغذیه، تأمین مسکن و حفاظت از زنان و فرزندانشان قربانی کرده‌اند. هیچ‌کدام از دردها و دستاوردهای آن‌ها در لفاظی‌های فمینیستی ثبت نشده‌است، فمنیسم مردان را سرکوبگر و استثمارگرانی بی عاطفه نشان می‌دهد.

## تاریخچه
جنبش حمایت از خانواده در اواخر سده نوزدهم حوالی سال ۱۸۷۰ میلادی شکل گرفت.

### قرن بیست و یکم
بعضی از کارهای کنونی آنتی‌فمینیستی ریشه در ظهور حقوق مذهبی در دهه ۱۹۷۰ دارد. بی‌بی‌سی و تایم و دیگر رسانه‌ها روند رسانه‌های اجتماعی در سال ۲۰۱۴ با هشتگ «زنان مخالف فمینیسم» را پوشش دادند. آن‌ها گفتند فمینیسم موجب نشان دادن مردان به صورت دیو (مردبیزاری) شده‌است در حالیکه زنان در قرن ۲۱ام در کشورهای غربی زیر ستم نیستند.
برخی روزنامه‌های بریتانیا مانند گاردین و جزبل گزارش کرده‌اند که تعداد زنان و سلبریتی‌های زن که فمینیسم را رد می‌کنند افزایش یافته‌است و به جایش به انسانیت رو می‌آورند. تعدادی از زنان که خود را انسان و آنتی‌فمینیست خواندند در پاسخ به سخنرانی سناتور فمینیست استرالیایی پنی ونگ در مقاله‌ای در مجله گاردین استدلال کردند که فمینیسم یک ایدئولوژی تبعیض‌آمیز است و زنان را به صورت قربانی نشان می‌دهد.

## سازمان‌ها
در سال ۱۹۷۲ فیلیس شلفلی انجمن عقاب را در ایالات متحده بنا نهاد. این انجمن که «متمم حقوق برابر را متوقف کنید» نیز نامیده می‌شد هدفش مقابله با متمم حقوق برابر بود. علاوه بر این شلفی موفق شد بین انجمن و سایر سازمانهای محافظه‌کار و نیز گروه‌های مستقل که به مقابله با سقط جنین، پورنوگرافی، کنترل اسلحه می‌پرداختند ارتباط برقرار کند. او با ادغام انجمن عقاب با راست نوگرا توانست به منابع فنی، سازمانی و سیاسی بیشتری دست یابد و نامزدهای طرفدار فمینیسم را به چالش بکشد.
سازمان نجات بنیان خانواده هند یک سازمان است با برخی از قوانین که بر ضد مردان به کار رفته‌است مقابله می‌کند.
همچنین سازمان زنان نگران برای آمریکا یک سازمان ضدفمینیستی در ایالات متحده است.

## ارتباط ضدفمینیسم با جریان‌های راست افراطی
زن‌ستیزی و افکار ضدفمینیستی یکی از لایه‌های زیربنایی برای سیاست‌های راست افراطی است. این رویکرد، گاه به برون‌دادهای خشونت‌آمیزی منجر می‌شود. مثلاً عاملان کشتار ال‌پاسو در سال 2019 م. اعتقاد داشته‌اند که فمینیسم به جایگاه مردان سفیدپوست در اجتماع آسیب زده است. 
بسیاری از افرادی که طرفدار برتری‌طلبی سفیدپوستان یا عضو احزاب یا جنبش‌های دست راستی افراطی هستند، خود را ضدفمینیست خوانده‌اند. 
میچل وایت، پژوهشگر رسانه، نشان داده است که جریان‌های ضدفمینیسم معاصر اغلب با نژادپرستی، ضدسامی‌گرایی و برتری‌طلبی سفید ارتباط دارند. برای نمونه او به وبسایت‌های نئونازی‌ها اشاره می‌کند که فعالیت‌های دایمی ضدفمینیستی دارند.
به گفته هلن لوئیس، ایدئولوژی راست افراطی کنترل زایش، بدن و تمایلات جنسی زنان را حیاتی می‌داند. از آنجایی که این قدرت توسط حرکت‌های تاریخی فمینیسم به خود زنان واگذار شده، اکنون پیروان پدرمرکزی احساس خطر می‌کنند. این احساس گاهی برآمده از سرخوردگی آنها است، زیرا گمان می‌کنند جایگاهی که یک زن در اجتماع دارد حق آنها بوده. گاهی هم زن‌ستیزی حاصل فانتزی‌های افراد در مورد تنبیه زنانی است که دسترسی به آنها برایشان ناممکن است. 
ظهور راست رادیکال در دهۀ 1980 م. در اروپا پرورش احساسات زن‌ستیز و ضدفمینیستی را به همراه داشته است. زیرا رویکرد سیاسی احزاب افراطی راست عمدتاً مبتنی بر «قانون اساسی پدرسالارانه» است. روایت‌های ضدفمینیسم، همچنین عمدتاً با بیگانه‌هراسی و بروز رفتارهای ضدمهاجرین نیز همراه است.

## انگیزه‌ها

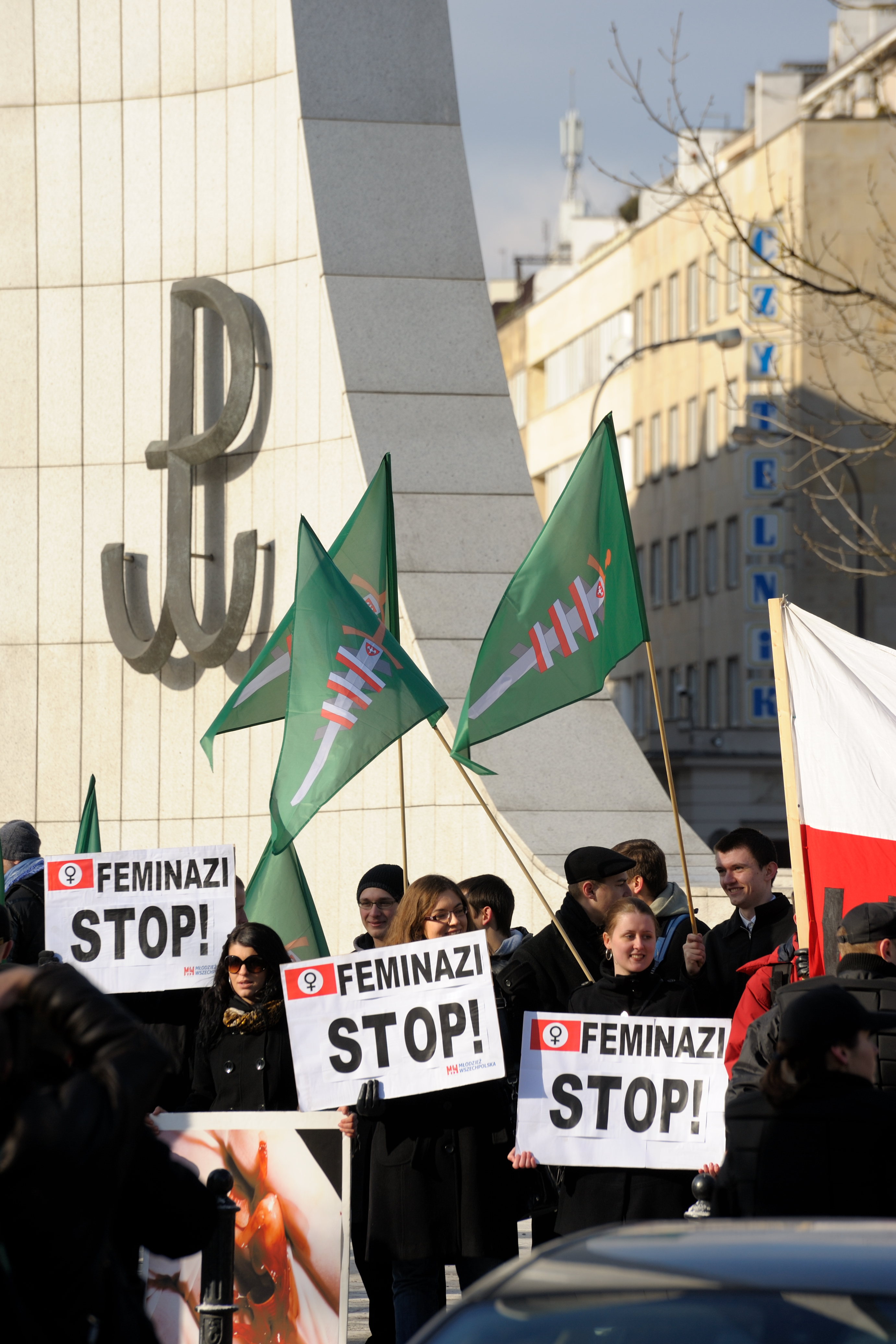
تظاهرات ضد فمینیستی در ورشو لهستان در سال ۲۰۱۰

انگیزهٔ ضدیت با فمینیسم ممکن است این باور باشد که نظریه‌های فمینیستی پدرسالاری و محرومیت‌های زنان در جامعه نادرست یا مبالغه آمیزند، این که فمینیسم جنبشی مشوق مردبیزاری است و سعی دارد مردان را آزار دهد یا سرکوب کند، یا خصومت کلی نسبت به حقوق زنان.